# Radomir Rakonjac
Radomir Rakonjac es un deportista yugoslavo que compitió en tiro adaptado. Ganó una medalla de plata en los Juegos Paralímpicos de Barcelona 1992 en la prueba de pistola de aire (clase SH1).

## Palmarés internacional
| Representando a Participantes Paralímpicos Independientes |                    |                  |                     |
| Juegos Paralímpicos                                       |                    |                  |                     |
| Año                                                       | Lugar              | Medalla          | Prueba              |
| 1992                                                      | Barcelona (España) | Medalla de plata | Pistola de aire SH1 |